# Todas seremos reinas
Todas seremos reinas es el tercer álbum de estudio de la cantante chilena Denise Rosenthal. Fue lanzado el 27 de mayo de 2021 por Universal Music Chile.

## Antecedentes y lanzamiento
Previamente al lanzamiento del disco, Rosenthal lanzó diversos sencillos como anticipo del material. Luego de ser destacada como una artista a descubrir por la revista Billboard a finales de abril de 2020, la cantante anunció nuevos sencillos en sus redes sociales. El 10 de mayo de 2021, la cantante anunció a través de sus redes sociales que su tercer disco titulado, Todas seremos reinas, se publicaría el 27 del mismo mes. En el mismo anuncio dio a conocer la portada oficial.
El 27 de mayo de 2021, lanzó su tercer álbum de estudio, Todas seremos reinas, el cual contiene 15 temas que abarcan el empoderamiento femenino, el amor, la aceptación y reflexiones.

## Promoción
El 13 de julio de 2019 se lanzó «Agua segura» en la colaboración de Mala Rodríguez; como sencillo principal del disco. Posteriormente, como adelanto publicó «El amor no duele», seguido de «Ni un fruto». Iniciando el 2020, lanzó la pista «Tiene sabor», como cuarto sencillo. A fines de mayo de 2020, continuó con su serie de estrenos durante la cuarentena que formarían una trilogía, comenzó con «Amor de madre», seguida del tema «Solo hay una vida», y la pista «No olvidar».
Luego de lanzar varios sencillos como adelanto de su tercer álbum de estudio, Rosenthal anunció que seguirá lanzando música y colaboraciones nuevas durante el año, entre ellas publicó «Gira (el mundo gira)» y la canción «Dormir».
En abril de 2021, como décimo sencillo publicó «Demente» donde colaboró por segunda vez con Lola Índigo.

## Lista de canciones
Créditos adaptados de Apple Music.

| N.º   | Título                             | Escritor(es)                                                                | Duración |  |
| 1.    | «Todas seremos reinas»             | Denise Rosenthal                                                            | 1:06     |  |
| 2.    | «Tiene sabor»                      | Rosenthal, Álvaro Rodríguez y Troy Scott                                    | 3:03     |  |
| 3.    | «Me enamoré de mí»                 | Rosenthal, Gianfranco Tomassetti, Gabriella Tomassetti y Camilo Zicavo      | 2:48     |  |
| 4.    | «No olvidar»                       | Rosenthal, Rodríguez y Scott                                                | 2:43     |  |
| 5.    | «Agua segura» (con Mala Rodríguez) | Rosenthal, Scott y Mala Rodríguez                                           | 3:40     |  |
| 6.    | «Amor de madre»                    | Rosenthal, Rodríguez y Scott                                                | 3:16     |  |
| 7.    | «Gira (el mundo gira)»             | Rosenthal, Rodríguez y Scott                                                | 2:39     |  |
| 8.    | «Ni un fruto»                      | Rosenthal, Rodríguez y Scott                                                | 3:09     |  |
| 9.    | «El amor no duele»                 | Rosenthal                                                                   | 3:18     |  |
| 10.   | «Flor de azucena»                  | Rosenthal, Rodríguez y Scott                                                | 3:31     |  |
| 11.   | «Dormir»                           | Rosenthal, Manuel Jiménez, Javier Triviño, Iván Gutiérrez y Gustavo Ovalles | 3:13     |  |
| 12.   | «Corazón de miel»                  | Rosenthal, Rodríguez y Scott                                                | 2:44     |  |
| 13.   | «Ella y él»                        | Rosenthal, Rodríguez y Scott                                                | 3:10     |  |
| 14.   | «Demente» (con Lola Índigo)        | Rosenthal, Tenso Beats, Lola Índigo, Michele Canova y Dani Blau             | 3:07     |  |
| 15.   | «Solo hay una vida»                | Rosenthal                                                                   | 0:43     |  |
| 42:10 |                                    |                                                                             |          |  |

## Historial de lanzamiento
| País   | Fecha              | Formato                         | Discográfica          | Referencia |
| ------ | ------------------ | ------------------------------- | --------------------- | ---------- |
| Varios | 27 de mayo de 2021 | CD, Descarga digital, streaming | Universal Music Chile | [ 15 ]     |